# Un tassinaro a New York
Pour plus de détails, voir Fiche technique et Distribution.
Un tassinaro a New York est une comédie à l'italienne réalisée par Alberto Sordi et sortie en 1983.
Le film est la suite de Il tassinaro (1983), toujours avec Sordi comme réalisateur et acteur principal.

## Synopsis
Pietro Marchetti, chauffeur de taxi romain, est témoin d'un meurtre commis par la mafia. Devant témoigner au procès, il est surveillé à vue par la police, surtout lorsqu'il doit se rendre aux États-Unis pour assister à la remise de diplôme de son fils Francesco.
Aux États-Unis, il se retrouve souvent dans des situations dangereuses, mais c'est grâce à lui qu'un policier local parvient à capturer les membres de la mafia impliqués dans le crime romain.

## Fiche technique
- Titre original italien : Un tassinaro a New York[1]
- Réalisation : Alberto Sordi
- Scénario : Alberto Sordi, Rodolfo Sonego
- Photographie : Giuseppe Ruzzolini
- Montage : Tatiana Casini Morigi (it)
- Musique : Piero Piccioni
- Décors : Marco Dentici
- Costumes : Silvia Frattolillo
- Production : Fulvio Lucisano
- Société de production : Italian International Film, Rai Uno
- Pays de production :  Italie
- Langue originale : Italien
- Format : Couleurs par Telecolor - Son mono - 35 mm
- Durée : 107 minutes
- Genre : Comédie à l'italienne
- Dates de sortie :
  - Italie : 6 novembre 1987

## Distribution
- Alberto Sordi : Pietro Marchetti
- Anna Longhi (it) : Teresa Marchetti
- Dom DeLuise : Capitaine T. Favretto
- George Gaynes : l'Amiral
- Buffy Dee : Don Vincenzo, un mafieux
- Bruno Corazzari : Alfredo Campana
- Egidio Termine : Francesco Marchetti Francesco Marchetti
- Sasha D'Arc : Michel le bon, le tueur
- Antonio Juorio : Pablo, le chauffeur de taxi
- Mario Viggiano : le vieux gangster

## Production
Dans la scène de l'aquarium de Miami, la bande son d'un autre film où joue Sordi, Il presidente del Borgorosso Football Club, peut être entendue en arrière-plan.